# Abdullah Paşa

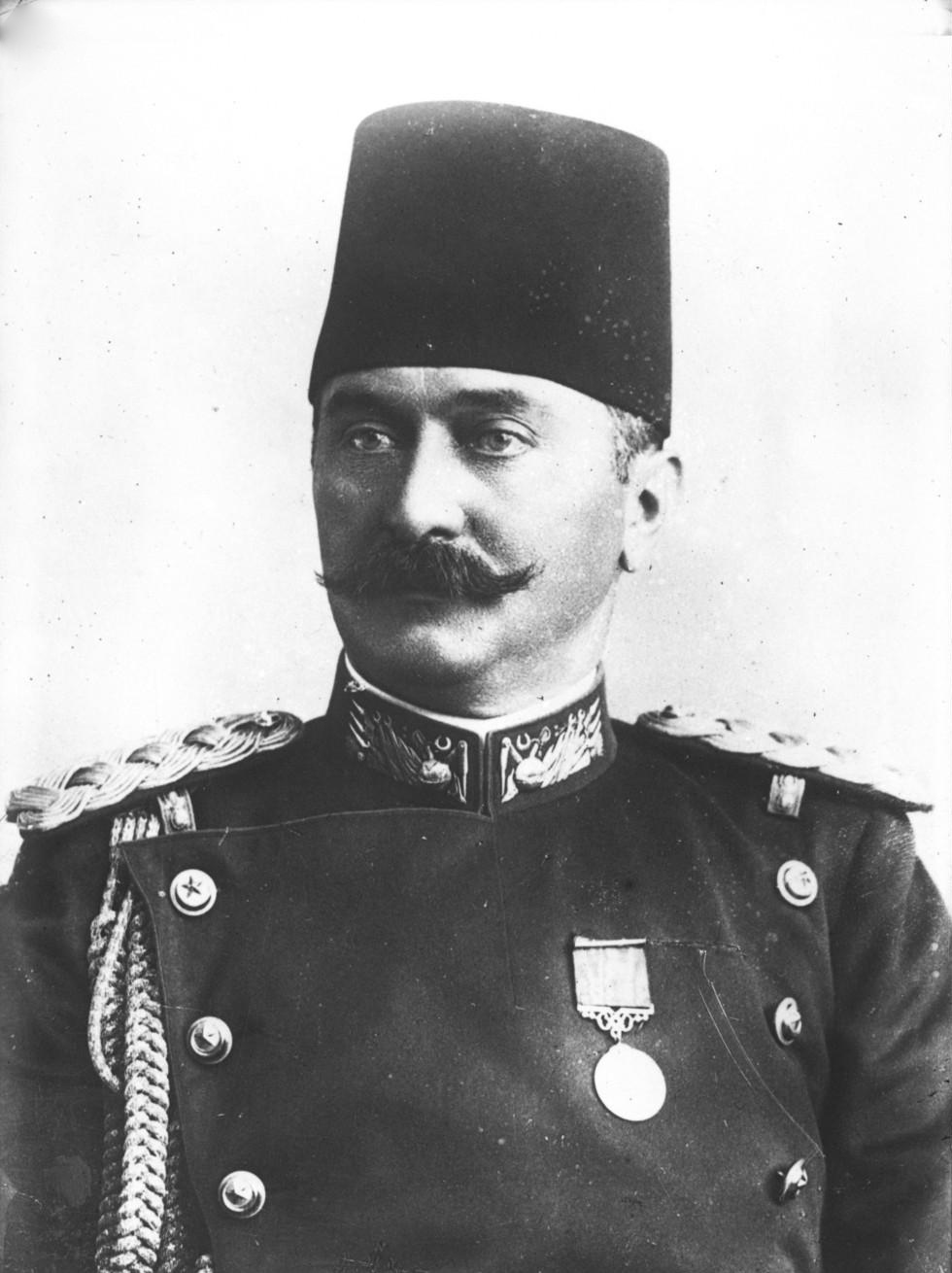
Abdullah Paşa in 1912.

Abdullah Paşa (Trabzon, 1846 - İzmir, 1937) was een Ottomaanse generaal en politicus.

## Biografie
Abdullah Paşa was onder meer actief in de in de Eerste Balkanoorlog. Hierbij was hij de Ottomaanse aanvoerder in de Slag bij Kırklareli in 1912, de Slag bij Lüleburgaz en de Slag bij Adrianopel in 1913, waarbij de Ottomaanse troepen werden verslagen door de Bulgaren.
Tussen 11 november en 19 december 1918 was hij gedurende 38 dagen de Ottomaanse minister van Oorlog in de regering van Ahmet Tevfik Pasha.
Hij overleed in İzmir in 1937.